# Shaun Maloney
Shaun Richard Maloney (Miri, 26 gennaio 1983) è un allenatore di calcio ed ex calciatore scozzese, di ruolo centrocampista.

## Caratteristiche tecniche
Veniva solitamente schierato nel ruolo di ala sinistra, ma può giocare anche da seconda punta.
Nel 2001 è stato inserito nella lista dei migliori giovani calciatori stilata da Don Balón.

## Carriera

### Club

#### Celtic
Ha fatto il suo esordio nel Celtic in un derby di Glasgow, come sostituto, nel 2001. È stato utilizzato come riserva nelle stagioni successive, ma è riuscito a giocare la finale di Coppa UEFA persa contro il Porto a Siviglia nel 2003.
Nel 2004 si è infortunato ed è stato fuori dai campi di gioco per ben 9 mesi. È tornato in campo nella stagione 2005-2006, riuscendo a segnare 16 gol da centrocampista. Ha vinto il suo 4º titolo nazionale con il Celtic proprio al termine di quel campionato. Nello stesso anno ha vinto il titolo di Miglior giocatore e Miglior Giovane scozzese, diventando il primo a realizzare questa accoppiata vincente.
Nel gennaio 2007, dopo aver iniziato la stagione al Celtic, si è trasferito all'Aston Villa.

#### Aston Villa
Prima della chiusura della finestra invernale di trasferimento, Maloney ha firmato un pre-contratto con i Villans, visto che al termine della stagione sarebbe scaduto il suo accordo con il Celtic. Martin O'Neill, però, è riuscito a portarlo subito al Villa Park, versando nelle casse degli scozzesi 1 milione di sterline. Ha debuttato nella sconfitta contro il Reading del 10 febbraio 2007. Il 28 aprile 2007, ha segnato la sua prima rete, in casa del Manchester City, su calcio di punizione.
Dopo un inizio stentato, è riuscito ad ambientarsi nel nuovo club e il calciatore ha dichiarato:
(Shaun Maloney)
Sia O'Neill che Petrov, che hanno lavorato con Maloney anche al Celtic, lo hanno convinto a restare a Birmingham ed a non tornare in Scozia.
Maloney ha segnato anche nel pareggio per 4-4 contro il Chelsea a Stamford Bridge. Da quel giorno, però, è stato impiegato pochissime volte, spesso da sostituto. Ha dichiarato anche che gli piacerebbe, un giorno, tornare a giocare in Scozia.

#### Ritorno al Celtic
Il 22 agosto 2008, il Celtic ha riacquistato il calciatore in cambio di 2,5 milioni di sterline e Maloney ha firmato un quadriennale.

#### Wigan
Il 31 agosto 2011 viene acquistato dal Wigan per 1 milione di sterline.

#### Chicago Fire
Il 23 gennaio 2015 si trasferisce nella Major League Soccer nei Chicago Fire

#### Hull City
Il 27 agosto 2015 firma con l'Hull City tornando a giocare così in Premier League dopo 1 stagione.

### Nazionale
Ha totalizzato 20 presenze e 6 reti con la Scozia under 21.
Ha debuttato in Nazionale maggiore all'Hampden Park in occasione della sfida tra la Scozia e la Bielorussia in data 8 ottobre 2005 (0-1 per la Bielorussia).
Ha segnato la prima rete nella vittoria per 2-0 in casa delle Fær Øer, il 6 giugno 2007.

## Statistiche

### Presenze e reti nei club
Statistiche aggiornate al 6 giugno 2017.
| Stagione           | Squadra            | Campionato         | Campionato | Campionato | Coppe nazionali | Coppe nazionali | Coppe nazionali | Coppe continentali | Coppe continentali | Coppe continentali | Altre coppe | Altre coppe | Altre coppe | Totale | Totale |
| Stagione           | Squadra            | Comp               | Pres       | Reti       | Comp            | Pres            | Reti            | Comp               | Pres               | Reti               | Comp        | Pres        | Reti        | Pres   | Reti   |
| ------------------ | ------------------ | ------------------ | ---------- | ---------- | --------------- | --------------- | --------------- | ------------------ | ------------------ | ------------------ | ----------- | ----------- | ----------- | ------ | ------ |
| 2000-2001          | Celtic             | SPL                | 4          | 0          | SC+CdL          | 0+0             | 0+0             | UCL                | 0                  | 0                  |             |             |             | 4      | 0      |
| 2001-2002          | Celtic             | SPL                | 16         | 5          | SC+CdL          | 2+1             | 1+5             | UCL                | 1                  | 0                  |             |             |             | 20     | 11     |
| 2002-2003          | Celtic             | SPL                | 20         | 3          | SC+CdL          | 3+3             | 0+1             | CU                 | 4                  | 1                  |             |             |             | 30     | 5      |
| 2003-2004          | Celtic             | SPL                | 17         | 5          | SC+CdL          | 1+2             | 0+0             | UCL                | 3                  | 1                  |             |             |             | 23     | 6      |
| 2004-2005          | Celtic             | SPL                | 2          | 0          | SC+CdL          | 1+0             | 0+0             | UCL                | 1                  | 0                  |             |             |             | 4      | 0      |
| 2005-2006          | Celtic             | SPL                | 36         | 13         | SC+CdL          | 1+4             | 0+3             | UCL                | 2                  | 0                  |             |             |             | 43     | 16     |
| 2006-2007          | Celtic             | SPL                | 9          | 0          | SC+CdL          | 0+1             | 0+0             | UCL                | 5                  | 0                  |             |             |             | 15     | 0      |
| gen.-giu. 2007     | Aston Villa        | PL                 | 8          | 1          | FACup+CdL       | 0+0             | 0+0             | -                  | -                  | -                  | -           | -           | -           | 8      | 1      |
| 2007-2008          | Aston Villa        | PL                 | 22         | 4          | FACup+CdL       | 1+2             | 0+2             | -                  | -                  | -                  | -           | -           | -           | 25     | 6      |
| Totale Aston Villa | Totale Aston Villa | Totale Aston Villa | 30         | 5          |                 | 3               | 2               |                    |                    |                    |             |             |             | 33     | 7      |
| 2008-2009          | Celtic             | SPL                | 21         | 4          | SC+CdL          | 1+2             | 0+0             | UCL                | 6                  | 1                  |             |             |             | 30     | 5      |
| 2009-2010          | Celtic             | SPL                | 10         | 4          | SC+CdL          | 0+1             | 0+0             | UCL+UEL            | 4+3                | 0+0                |             |             |             | 18     | 4      |
| 2010-2011          | Celtic             | SPL                | 21         | 5          | SC+CdL          | 0+1             | 0+0             | UCL+UEL            | 2+2                | 0+0                |             |             |             | 26     | 5      |
| lug.-ago. 2011     | Celtic             | SPL                | 3          | 0          | SC+CdL          | 1+0             | 1+0             | UEL                | 1                  | 0                  |             |             |             | 5      | 1      |
| Totale Celtic      | Totale Celtic      | Totale Celtic      | 159        | 39         |                 | 25              | 11              |                    | 34                 | 3                  |             |             |             | 218    | 53     |
| 2011-2012          | Wigan              | PL                 | 13         | 3          | FACup+CdL       | 1+1             | 0+0             | -                  | -                  | -                  | -           | -           | -           | 15     | 3      |
| 2012-2013          | Wigan              | PL                 | 35         | 6          | FACup+CdL       | 4+1             | 1+0             | -                  | -                  | -                  | -           | -           | -           | 41     | 7      |
| 2013-2014          | Wigan              | FLC                | 12         | 3          | FACup+CdL       | 0+0             | 0+0             | UEL                | 0                  | 0                  | CS          | 1           | 0           | 13     | 3      |
| 2014-gen.2015      | Wigan              | FLC                | 20         | 2          | FACup+CdL       | 1+0             | 0+0             | -                  | -                  | -                  | -           | -           | -           | 21     | 2      |
| Totale Wigan       | Totale Wigan       | Totale Wigan       | 80         | 14         |                 | 8               | 1               |                    | 0                  | 0                  |             | 1           | 0           | 89     | 15     |
| gen.-ago.2015      | Chicago Fire       | MLS                | 14         | 3          | USOC            | 2               | 0               | -                  | -                  | -                  | -           | -           | -           | 16     | 3      |
| 2015-2016          | Hull City          | FLC                | 20         | 1          | FACup+CdL       | 1+2             | 0+0             | -                  | -                  | -                  | -           | -           | -           | 23     | 1      |
| 2016-2017          | Hull City          | PL                 | 9          | 1          | FACup+CdL       | 1+4             | 0+0             | -                  | -                  | -                  | -           | -           | -           | 14     | 1      |
| Totale Hull City   | Totale Hull City   | Totale Hull City   | 29         | 2          |                 | 8               | 0               |                    | -                  | -                  |             | -           | -           | 37     | 2      |
| Totale carriera    | Totale carriera    | Totale carriera    | 312        | 63         |                 | 46              | 14              |                    | 34                 | 3                  |             | 1           | 0           | 394    | 80     |

### Cronologia presenze e reti in nazionale
| Cronologia completa delle presenze e delle reti in nazionale ― Scozia | Cronologia completa delle presenze e delle reti in nazionale ― Scozia | Cronologia completa delle presenze e delle reti in nazionale ― Scozia | Cronologia completa delle presenze e delle reti in nazionale ― Scozia | Cronologia completa delle presenze e delle reti in nazionale ― Scozia | Cronologia completa delle presenze e delle reti in nazionale ― Scozia | Cronologia completa delle presenze e delle reti in nazionale ― Scozia | Cronologia completa delle presenze e delle reti in nazionale ― Scozia |
| Data                                                                  | Città                                                                 | In casa                                                               | Risultato                                                             | Ospiti                                                                | Competizione                                                          | Reti                                                                  | Note                                                                  |
| --------------------------------------------------------------------- | --------------------------------------------------------------------- | --------------------------------------------------------------------- | --------------------------------------------------------------------- | --------------------------------------------------------------------- | --------------------------------------------------------------------- | --------------------------------------------------------------------- | --------------------------------------------------------------------- |
| 8-10-2005                                                             | Glasgow                                                               | Scozia                                                                | 0 – 1                                                                 | Bielorussia                                                           | Qual. Mondiali 2006                                                   | -                                                                     | 46’                                                                   |
| 12-11-2005                                                            | Glasgow                                                               | Scozia                                                                | 1 – 1                                                                 | Stati Uniti                                                           | Amichevole                                                            | -                                                                     | 73’                                                                   |
| 24-3-2007                                                             | Glasgow                                                               | Scozia                                                                | 2 – 1                                                                 | Georgia                                                               | Qual. Euro 2008                                                       | -                                                                     | 90+2’                                                                 |
| 28-3-2007                                                             | Bari                                                                  | Italia                                                                | 2 – 0                                                                 | Scozia                                                                | Qual. Euro 2008                                                       | -                                                                     | 65’                                                                   |
| 30-5-2007                                                             | Vienna                                                                | Austria                                                               | 0 – 1                                                                 | Scozia                                                                | Amichevole                                                            | -                                                                     | 66’                                                                   |
| 6-6-2007                                                              | Toftir                                                                | Fær Øer                                                               | 0 – 2                                                                 | Scozia                                                                | Qual. Euro 2008                                                       | 1                                                                     | 77’                                                                   |
| 8-9-2007                                                              | Glasgow                                                               | Scozia                                                                | 3 – 1                                                                 | Lituania                                                              | Qual. Euro 2008                                                       | -                                                                     | 75’                                                                   |
| 13-10-2007                                                            | Glasgow                                                               | Scozia                                                                | 3 – 1                                                                 | Ucraina                                                               | Qual. Euro 2008                                                       | -                                                                     | 76’                                                                   |
| 17-10-2007                                                            | Tbilisi                                                               | Georgia                                                               | 2 – 0                                                                 | Scozia                                                                | Qual. Euro 2008                                                       | -                                                                     |                                                                       |
| 26-3-2008                                                             | Glasgow                                                               | Scozia                                                                | 1 – 1                                                                 | Croazia                                                               | Amichevole                                                            | -                                                                     | 72’                                                                   |
| 30-5-2008                                                             | Praga                                                                 | Rep. Ceca                                                             | 3 – 1                                                                 | Scozia                                                                | Amichevole                                                            | -                                                                     | 68’                                                                   |
| 6-9-2008                                                              | Skopje                                                                | Macedonia                                                             | 1 – 0                                                                 | Scozia                                                                | Qual. Mondiali 2010                                                   | -                                                                     | 68’                                                                   |
| 10-9-2008                                                             | Reykjavík                                                             | Islanda                                                               | 1 – 2                                                                 | Scozia                                                                | Qual. Mondiali 2010                                                   | -                                                                     | 72’                                                                   |
| 11-10-2008                                                            | Glasgow                                                               | Scozia                                                                | 0 – 0                                                                 | Norvegia                                                              | Qual. Mondiali 2010                                                   | -                                                                     |                                                                       |
| 19-11-2008                                                            | Glasgow                                                               | Scozia                                                                | 0 – 1                                                                 | Argentina                                                             | Amichevole                                                            | -                                                                     | 59’                                                                   |
| 5-9-2009                                                              | Glasgow                                                               | Scozia                                                                | 2 – 0                                                                 | Macedonia                                                             | Qual. Mondiali 2010                                                   | -                                                                     | 68’                                                                   |
| 9-9-2009                                                              | Glasgow                                                               | Scozia                                                                | 0 – 2                                                                 | Paesi Bassi                                                           | Qual. Mondiali 2010                                                   | -                                                                     | 81’                                                                   |
| 12-10-2010                                                            | Glasgow                                                               | Scozia                                                                | 2 – 3                                                                 | Spagna                                                                | Qual. Euro 2012                                                       | -                                                                     | 88’                                                                   |
| 16-11-2010                                                            | Aberdeen                                                              | Scozia                                                                | 3 – 0                                                                 | Fær Øer                                                               | Amichevole                                                            | -                                                                     |                                                                       |
| 26-5-2012                                                             | Jacksonville                                                          | Stati Uniti                                                           | 5 – 1                                                                 | Scozia                                                                | Amichevole                                                            | -                                                                     | 82’                                                                   |
| 15-8-2012                                                             | Edimburgo                                                             | Scozia                                                                | 3 – 1                                                                 | Australia                                                             | Amichevole                                                            | -                                                                     | 27’                                                                   |
| 11-9-2012                                                             | Glasgow                                                               | Scozia                                                                | 1 – 1                                                                 | Macedonia                                                             | Qual. Mondiali 2014                                                   | -                                                                     |                                                                       |
| 12-10-2012                                                            | Cardiff                                                               | Galles                                                                | 2 – 1                                                                 | Scozia                                                                | Qual. Mondiali 2014                                                   | -                                                                     |                                                                       |
| 16-10-2012                                                            | Bruxelles                                                             | Belgio                                                                | 2 – 0                                                                 | Scozia                                                                | Qual. Mondiali 2014                                                   | -                                                                     |                                                                       |
| 6-2-2013                                                              | Aberdeen                                                              | Scozia                                                                | 1 – 0                                                                 | Estonia                                                               | Amichevole                                                            | -                                                                     | 46’                                                                   |
| 22-3-2013                                                             | Glasgow                                                               | Scozia                                                                | 1 – 2                                                                 | Galles                                                                | Qual. Mondiali 2014                                                   | -                                                                     |                                                                       |
| 26-3-2013                                                             | Novi Sad                                                              | Serbia                                                                | 2 – 0                                                                 | Scozia                                                                | Qual. Mondiali 2014                                                   | -                                                                     | 80’                                                                   |
| 7-6-2013                                                              | Zagabria                                                              | Croazia                                                               | 0 – 1                                                                 | Scozia                                                                | Qual. Mondiali 2014                                                   | -                                                                     | 75’                                                                   |
| 14-8-2013                                                             | Londra                                                                | Inghilterra                                                           | 3 – 2                                                                 | Scozia                                                                | Amichevole                                                            | -                                                                     | 86’                                                                   |
| 6-9-2013                                                              | Glasgow                                                               | Scozia                                                                | 0 – 2                                                                 | Belgio                                                                | Qual. Mondiali 2014                                                   | -                                                                     |                                                                       |
| 10-9-2013                                                             | Skopje                                                                | Macedonia                                                             | 1 – 2                                                                 | Scozia                                                                | Qual. Mondiali 2014                                                   | 1                                                                     |                                                                       |
| 28-5-2014                                                             | Londra                                                                | Scozia                                                                | 2 – 2                                                                 | Nigeria                                                               | Amichevole                                                            | 1                                                                     |                                                                       |
| 7-9-2014                                                              | Dortmund                                                              | Germania                                                              | 2 – 1                                                                 | Scozia                                                                | Qual. Euro 2016                                                       | -                                                                     | 82’                                                                   |
| 11-10-2014                                                            | Glasgow                                                               | Scozia                                                                | 1 – 0                                                                 | Georgia                                                               | Qual. Euro 2016                                                       | -                                                                     | 68’                                                                   |
| 14-10-2014                                                            | Varsavia                                                              | Polonia                                                               | 2 – 2                                                                 | Scozia                                                                | Qual. Euro 2016                                                       | 1                                                                     |                                                                       |
| 14-11-2014                                                            | Glasgow                                                               | Scozia                                                                | 1 – 0                                                                 | Irlanda                                                               | Qual. Euro 2016                                                       | 1                                                                     |                                                                       |
| 18-11-2014                                                            | Glasgow                                                               | Scozia                                                                | 1 – 3                                                                 | Inghilterra                                                           | Amichevole                                                            | -                                                                     | 81’                                                                   |
| 25-3-2015                                                             | Glasgow                                                               | Scozia                                                                | 1 – 0                                                                 | Irlanda del Nord                                                      | Amichevole                                                            | -                                                                     | 46’                                                                   |
| 29-3-2015                                                             | Glasgow                                                               | Scozia                                                                | 6 – 1                                                                 | Gibilterra                                                            | Qual. Euro 2016                                                       | 2                                                                     |                                                                       |
| 5-6-2015                                                              | Edimburgo                                                             | Scozia                                                                | 1 – 0                                                                 | Qatar                                                                 | Amichevole                                                            | -                                                                     | 59’                                                                   |
| 13-6-2015                                                             | Dublino                                                               | Irlanda                                                               | 1 – 1                                                                 | Scozia                                                                | Qual. Euro 2016                                                       | 1                                                                     |                                                                       |
| 4-9-2015                                                              | Tbilisi                                                               | Georgia                                                               | 1 – 0                                                                 | Scozia                                                                | Qual. Euro 2016                                                       | -                                                                     |                                                                       |
| 7-9-2015                                                              | Glasgow                                                               | Scozia                                                                | 2 – 3                                                                 | Germania                                                              | Qual. Euro 2016                                                       | -                                                                     | 58’ 60’                                                               |
| 8-10-2015                                                             | Glasgow                                                               | Scozia                                                                | 2 – 2                                                                 | Polonia                                                               | Qual. Euro 2016                                                       | -                                                                     | 69’                                                                   |
| 11-10-2015                                                            | Loulé                                                                 | Gibilterra                                                            | 0 – 6                                                                 | Scozia                                                                | Qual. Euro 2016                                                       | 1                                                                     |                                                                       |
| 29-3-2016                                                             | Glasgow                                                               | Scozia                                                                | 1 – 0                                                                 | Danimarca                                                             | Amichevole                                                            | -                                                                     | 69’                                                                   |
| 4-6-2016                                                              | Longeville-lès-Metz                                                   | Francia                                                               | 3 – 0                                                                 | Scozia                                                                | Amichevole                                                            | -                                                                     | 46’                                                                   |
| Totale                                                                |                                                                       | Presenze                                                              | 47                                                                    |                                                                       | Reti                                                                  | 8                                                                     |                                                                       |

## Palmarès

### Giocatore

#### Club
- Campionato scozzese: 4

Celtic: 2001, 2002, 2004, 2006
- Coppa di Scozia: 4

Celtic: 2001, 2004, 2005, 2011
- Coppa di Lega scozzese: 2

Celtic: 2001, 2006
- Coppa d'Inghilterra: 1

Wigan: 2012-2013

#### Individuale
- Giovane giocatore scozzese dell'anno: 1

2006
- Giocatore dell'anno della SPFA: 1

2006